# Vasile Măstăcan
Vasile Ionel Măstăcan (ur. 5 listopada 1968 w Podu Turcului) – rumuński wioślarz. Srebrny medalista olimpijski z Barcelony.
Brał udział w trzech igrzyskach (IO 92, IO 96, IO 00). W 1992 zajął drugie miejsce w ósemce. Zdobył trzy medale mistrzostw świata: złoto w ósemce w 2001, srebro w ósemce w 1993 i brąz w czwórce bez sternika w 1999. 